# I Follow Rivers
"I Follow Rivers" (em português: Eu sigo rios) é uma canção da cantora sueca Lykke Li de seu segundo álbum de estúdio, Wounded Rhymes (2011). Produzido por Björn Yttling do Peter Bjorn and John, foi lançado na Suécia em 21 de janeiro de 2011, como segundo single do álbum. A faixa havia estreado exclusivamente no site da revista Spin em 10 de janeiro de 2011. O videoclipe foi dirigido por Tarik Saleh com participação de Li, com um manto negro e véu perseguindo um homem (Fares Fares), por meio de uma paisagem de neve. Na Polônia a canção passou mais de um mês no ponto superior do Official Polish Airplay Chart.
Uma versão cover da banda belga Triggerfinger alcançou o número um na Bélgica e na Holanda em abril de 2012, enquanto a versão remixada da original ainda estava no top 10 destes dois países.

## Faixas
| EP de remixes do iTunes nos países Nórdicos |                                             |         |  |
| N.º                                         | Título                                      | Duração |  |
| 1.                                          | "I Follow Rivers"                           | 3:58    |  |
| 2.                                          | "I Follow Rivers" (Dave Sitek Remix)        | 4:40    |  |
| 3.                                          | "I Follow Rivers" (The Magician Remix)      | 6:41    |  |
| 4.                                          | "I Follow Rivers" (Van & the Sublimial Kid) |         |  |

| EP do iTunes no Reino Unido |                                                    |         |  |
| N.º                         | Título                                             | Duração |  |
| 1.                          | "I Follow Rivers"                                  | 3:48    |  |
| 2.                          | "I Follow Rivers" (Dave Sitek Remix)               | 3:58    |  |
| 3.                          | "I Follow Rivers" (Van Rivers & the Sublimial Kid) | 6:41    |  |